# Водопад Вечити пламен
Водопад Вечни пламен је мали водопад који се налази у резервату Шејл Крик, делу парка Честнат Риџ у западном Њујорку. На дну водопада налази се мала пећина из које испољава природни гас, који се може запалити и тако створити мали пламен. Овај пламен је видљив готово током целе године, мада понекад може бити угашен и тада га је потребно поново запалити.

## Недавни развој догађаја
Водопад Вечни пламен је некада сматран за „скривену“ атракцију у региону, али медијска пажња и унапређења приступног пута довели су до повећаног броја посетилаца. Појачана популарност водопада донела је и неке негативне последице, као што су повећање отпада, вандализма, загађења и оштећења околне територије услед туризма.
У августу 2023. године главна стаза до водопада Вечни пламен у Орчард Парку, Њујорк, поново је отворена након обимних радова, који су укључивали уградњу 139 дрвених степеника заобилазећи најтежи део стазе у парку Честнат Риџ, као и око 35 метара заштитне ограде дуж стазе до корита потока.
Силазак до потока и даље представља изазов, те се препоручује крајња опрезност и одговарајућа обућа.

## Састав и извор гаса
Геолози са Универзитета Индијана у Блумингтону и Италијанског националног института за геофизику и вулканологију проучавали су водопад Вечни пламен 2013. године у настојању да боље разумеју како природни гас који испарава из природних угљоводоничних извора доприноси концентрацији гасова са ефектом стаклене баште у атмосфери. Утврдили су да „макро-извор“ на водопаду Вечни пламен садржи знатно веће концентрације етанa и пропанa (око 35%) него други познати извори природног гаса, који обично имају већу количину метана. Проценили су да овај извор емитује приближно један килограм метана дневно.
Истраживачи су такође уочили присуство бројних „микро-извора“ у области око водопада. Поређењем гасова који испаравају из ових извора са гасом из околних бушотина, утврдили су да гасеви потичу из слоја Рајнстрит шкриљевца који се налази око 400 метара испод површине. Тектоничка активност је вероватно отворила пукотине у шкриљевцу, омогућавајући гасу да досегне до површине.
Према речима једног од геолога који је учествовао у овој студији из 2013. године, очигледан извор овог извора гаса могао би да пружи доказ за до тада непознат геолошки механизам производње природног гаса у шкриљевцу. Обично, шкриљевац мора бити топао (око 100 °C) да би се његове угљеничне структуре распале и формирале мање молекуле природног гаса. Међутим, шкриљевац из којег Вечни пламен црпи гас је знатно хладнији, као и млађи и плитко смештен у односу на типичне слојеве шкриљеваца који садрже гас. Ово може указивати да постоје додатни, до сада недоказани процеси који могу допринети настанку природног гаса у шкриљевцу. Једна од могућности је присуство катализатора способног да у условима нижих температура разграђује шкриљевац .